# 東藤島駅
東藤島駅（ひがしふじしまえき）は、福井県福井市藤島町にある、えちぜん鉄道勝山永平寺線の駅である。駅番号はE7。

## 歴史
- 1914年（大正3年）2月11日：京都電燈越前電気鉄道の新福井駅 - 市荒川駅（現在の越前竹原駅）間開業に伴い[3][4]、駅開設[1][2]。
- 1942年（昭和17年）3月2日：京福電気鉄道（京福）設立に伴い[5]、同社の越前線（後の越前本線）の駅となる[4]。
- 1967年（昭和42年）
  - 4月7日：貨物取扱を廃止[6]。
  - 7月20日：駅業務を委託化[6]。
- 1983年（昭和58年）2月1日：駅業務を廃止、無人化[2]。
- 2001年（平成13年）6月24日：列車正面衝突事故が発生（京福電気鉄道越前本線列車衝突事故）[7]。これに伴う全線運行休止により休業[6][8]。
- 2003年（平成15年）
  - 2月1日：京福がえちぜん鉄道に駅施設を譲渡[8]。同社の勝山永平寺線の駅となる[2]。
  - 7月20日：福井駅 - 永平寺口駅間の運行再開に伴い、営業再開[8]。

## 駅構造
単式ホーム1面1線の地上駅で無人駅である。線路北側に待合室を設置したホームが設けられている。

## 利用状況
1日の平均乗降人員は以下のとおりである。
| 乗降人員推移 | 乗降人員推移 |
| 年度         | 1日平均人数  |
| ------------ | ------------ |
| 2011年       | 118          |
| 2012年       | 130          |
| 2013年       | 123          |
| 2014年       | 122          |
| 2015年       | 107          |
| 2016年       | 119          |
| 2017年       | 119          |
| 2018年       | 126          |

## 駅周辺
- 福井県道164号大畑松岡線
- 国道416号 - 「藤島通り」の通称がある[1]。
- 福井市東藤島小学校
- 東藤島公民館
- 超勝寺 - 藤島城跡

## 隣の駅
えちぜん鉄道
■勝山永平寺線
□快速（上りのみ）・■普通
追分口駅 (E6) - 東藤島駅 (E7) - 越前島橋駅 (E8)